# Torrent des Bossons
Pour les articles homonymes, voir Bossons.
Le torrent des Bossons est un torrent de France situé en Haute-Savoie, dans la vallée de Chamonix.

## Géographie
Il nait des eaux de fonte au front glaciaire du glacier des Bossons vers 1 560 mètres d'altitude et se jette dans l'Arve aux Bossons à 1 000 mètres d'altitude après une course de 1,56 kilomètre. Son cours est parallèle au torrent de la Creuse voisin qui nait en rive droite du glacier des Bossons.

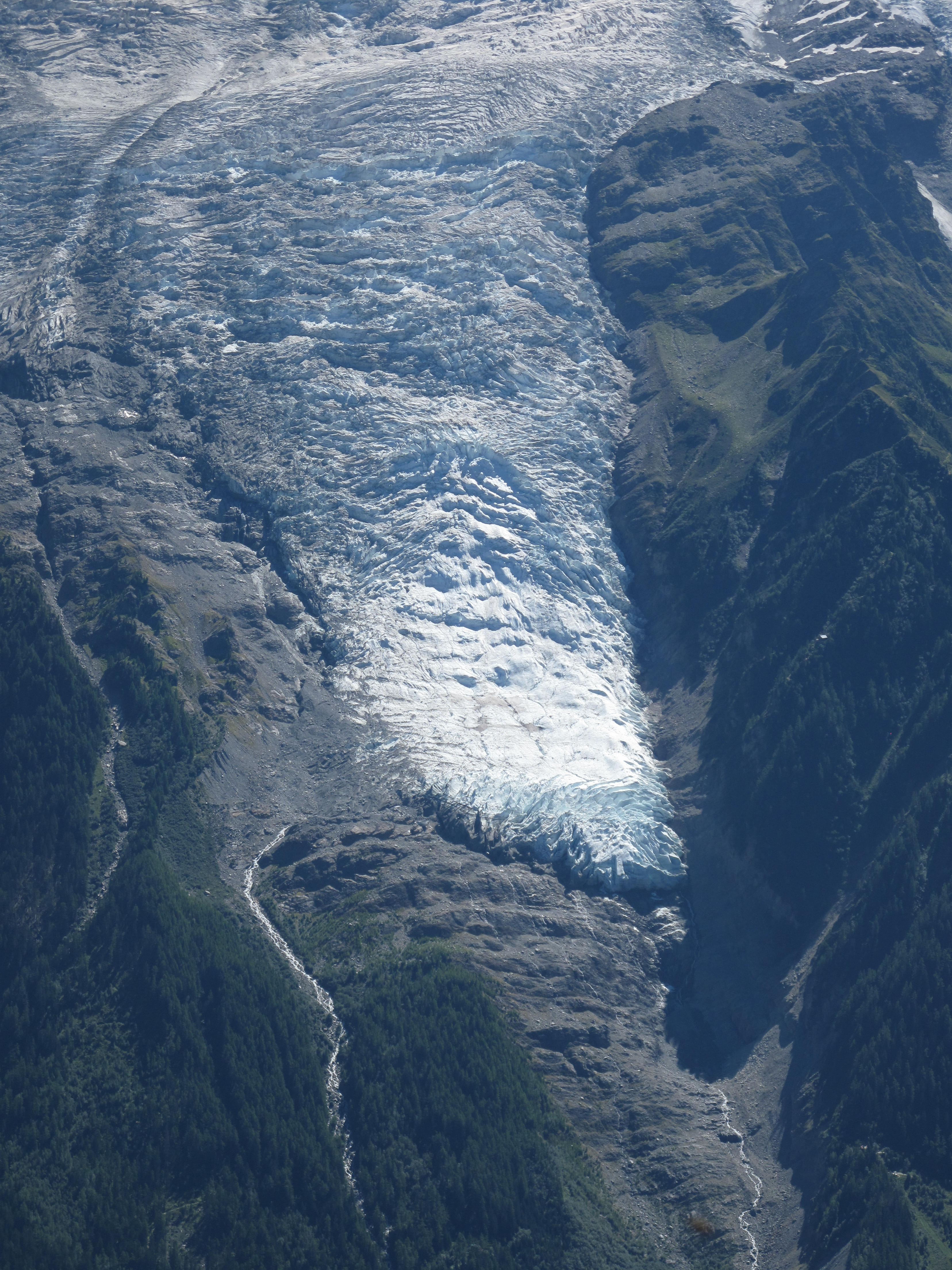
Vue depuis le Brévent au nord des torrents de la Creuse, de la Crosette et des Bossons (de gauche à droite) s'échappant du glacier des Bossons.